# Елево (Московская область)
Елево — деревня в Можайском районе Московской области в составе Юрловского сельского поселения. Численность постоянного населения по Всероссийской переписи 2010 года — 8 человек. До 2006 года Елево входило в состав Юрловского сельского округа.
Деревня расположена в южной части района, у истоков безымянного ручья, правого притока реки Берега (приток Протвы), примерно в 20 км к юго-западу от Можайска, в полукилометре от автодороги 46К-1130 Уваровка — Можайск, высота центра над уровнем моря 214 м. Ближайшие населённые пункты — Сокольниково на юго-западе и Ваулино на северо-востоке.